# Spanish Italian Amphibious Battlegroup
Spanish-Italian Amphibious Force (SIAF) är en av 18 stridsgrupper i EU. Styrkan innehåller 1500 soldater från flera länder.

## Ingående förband
Den primära kärnan i styrkan är uppbyggd av Spanish Brigada de Infantería de Marina och det Italienska regementet San Marco Regiment. Styrkan innefattar även förband från spanska och italienska marinen.
- Hangarfartyg
  - L-61 Juan Carlos I
  - Cavour

- Landstigningsfartyg:
  - L-51 Galicia
  - L-52 Castilla
  - L-41 Hernán Cortés
  - L-42 Pizarro
  - L-9892 San Giorgio
  - L-9893 San Marco
  - L-9894 San Giusto